# Synagoga w Raciążu
Synagoga w Raciążu – jeden z rejestrowanych zabytków miasta Raciąża, w powiecie płońskim, w województwie mazowieckim. Znajduje się przy ulicy Kilińskiego.
Bóżnica została wzniesiona w 1888 roku ze składek społecznych. W czasie II wojny światowej hitlerowcy zdewastowali budynek i zaadaptowali go na magazyn artykułów spożywczych i zboża. W 1945 roku, po zniszczeniu przez pożar, zachowała się tylko część murów zewnętrznych. Po wojnie opuszczona synagoga została wyremontowana na siedzibę szkoły. Zespół Szkół Zawodowych mieścił się w dawnej bóżnicy do 2006 roku. Obecnie można zobaczyć częściowo zachowany wystrój zewnętrzny budowli.